# Pieter Cloeck
Pieter Cloeck (* 7. Januar 1589 in Amsterdam; † 5. Dezember 1667 ebendort) war ein holländischer Patrizier und Advokat.

## Leben
Cloecks Eltern waren Jan Claesz Cloeck (1551–1616), von Beruf Seifenhersteller, und dessen zweite Ehefrau Teuntge Gijsbertsdr Koninck. Er war mit Margaretha Noyen (1590–1613) und hernach mit der Patrizierin Johanna Hooft (1595–1639), Tochter von Bürgermeister Cornelis Pietersz Hooft und Anna Jacobsdr Blaeu verheiratet. Aus seiner zweiten Ehe hatte er mehrere Kinder, worunter Cornelis Cloeck (1622–1693), Advokat, Politiker, Verwalter, und Hendrik Cloeck (1633–1670), Ratsherr am Hohen Rat von Holland und West-Friesland. Durch seine Einheirat in die Familie Hooft fand er uns seine Nachkommen Zugang zu den illustren Kreisen der Stadt. Cloeck war Schwager des bedeutenden Dichters Pieter Corneliszoon Hooft und des Bürgermeisters Pieter Hasselaer, angetrauter Cousin des Staatsmannes Cornelis de Graeff (via dessen Gattin Catharina Hooft) sowie verschwägert mit dem Kartografen Willem Blaeu, der Familie der Bürgermeister Volkert Overlander und Frans Banninck Cocq.
Pieter Cloeck war beruflich als Advokat tätig. Er bewohnte in Amsterdam ein Haus an der Singel, neben dem Haus De Dolphijn, welches in Besitz von Banninck Cocq stand. 1630 scheint er als Hoofdingeland van de Beemster auf. Zwischen 1649 und 1667 war er Mitglied der Vroedschap und Schepen von Amsterdam. Cloeck war auch als Anwalt des Malers Rembrandt van Rijn tätig. Seine Kanzlei stand im Ruf in den 1650er Jahren die größte Anwaltskanzlei in Amsterdam zu sein. 1647 konsultierte er ihn im Erbfall seiner verstorbenen Ehefrau Saskia van Uylenburgh und dem daraus resultierenden Erbe deren gemeinsamen Sohnes Titus van Rijn.
1650 entflammte der Machtkampf zwischen Statthalter Wilhelm II. von Oranien und der Stadt Amsterdam, und hier vor allem mit der Familie Bicker. Nach dem missglückten militärischen Anschlag des Oraniers auf die Stadt im Juli benannte die Vroedschap im August eine Kommission bestehend aus Cloeck, Bürgermeister Cornelis de Graeff, Simon van der Does und Nicolaes Tulp, um mit Wilhelm II. über die angespannte Situation zu sprechen und in weitere Verhandlungen zu treten. Da der Oranier kurze Zeit später an den Pocken verstarb, und seitens den Staaten von Holland kein neuer Statthalter bestellt wurde, begann noch im selben Jahr die bis in das Rampjaar 1672 andauernde Erste Statthalterlose Periode. 1659 war Cloeck gemeinsam mit De Graeff, Tulp, Gillis Valckenier, Henrick Hooft (mit ihm weitschichtig verschwägert) und Coenraad Burgh (welcher durch seine Ehe mit Pieter Corneliszoon Hooft's Tochter Christina Hooft auch mit Cloeck gleichfalls verschwägert war) Teil einer Kommission die seitens der Stadt Amsterdam über eine Investitionssumme von 12,000 Gulden für die Westindische Kompanie verhandelte.
Pieter Cloeck wurde durch Govaert Flinck gemalt.